# مولداویت

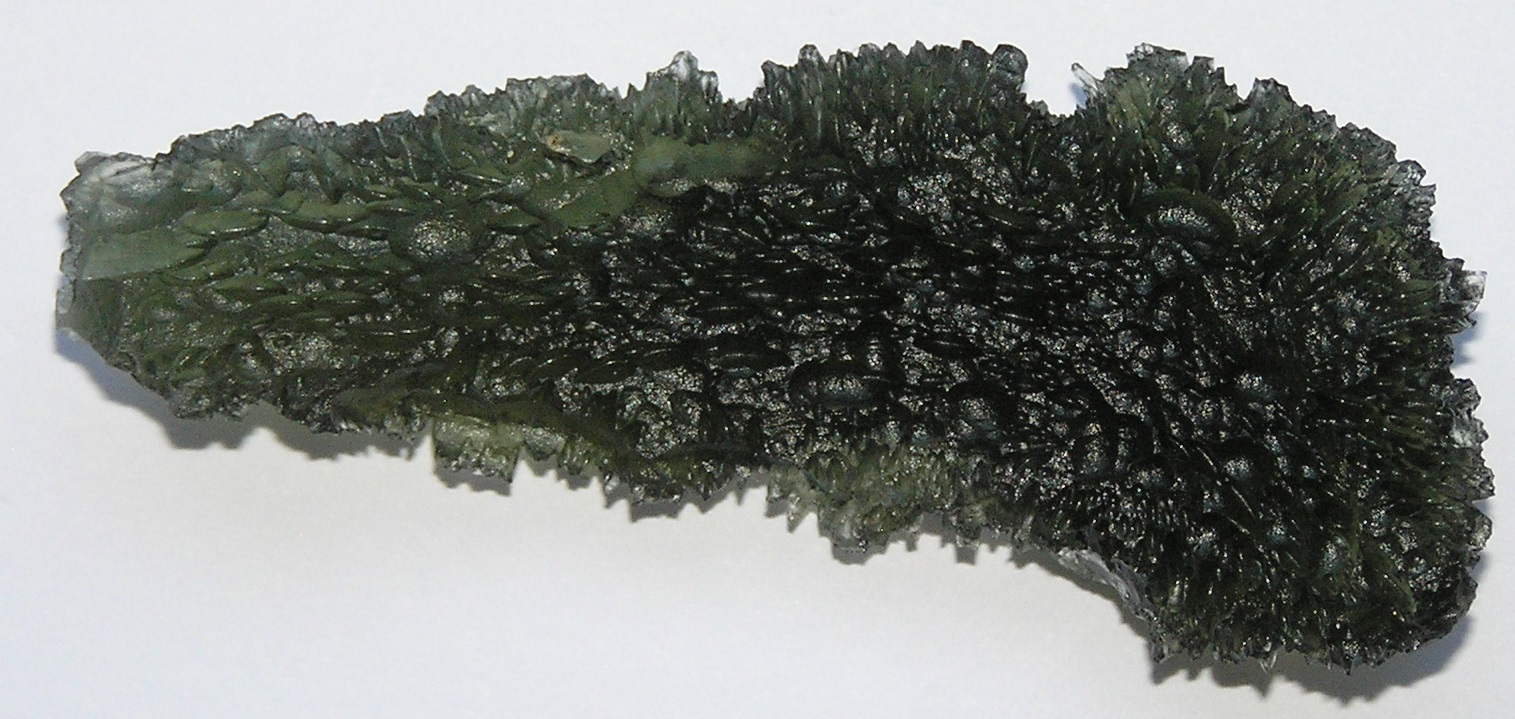
مولداویت از بسدنیتسه، بوهم.

مولداویت (انگلیسی: Moldavite، چکی: vltavín) یک تکتیت آمورف است که از مواد طبیعی شیشه ای سبز رنگ تشکیل شده‌است. سختی آن با توجه به مقیاس سختی موس (۱ تا ۱۰ که الماس دارای ارزش ۱۰ است) ۶٫۵ تا ۶٫۹ است.

## پیدایش
بر اساس نظریه عمومی پذیرفته شده، مولداویت‌ها در فشارها و دماهای بالا از رسوبات سطحی دوره سوم در ناحیه ریس در آلمان در طی برخورد یک شهاب‌سنگ عظیم در ۱۴٫۷۵ میلیون سال پیش تشکیل شدند. بازمانده یک دهانه غول‌پیکر یادگار این برخورد شهاب‌سنگ است.
برخورد همزمان دو شهابسنگ با زاویه ۳۰–۵۰ درجه نسبت به سطح زمین با سرعت حدود ۲۰ کیلومتر بر ثانیه رخ داد و دهانه‌های برخوردی آن تقریباً به‌طور قطع دهانه نوردلینگر ریس و دهانه اشتاینهایم در جنوب آلمان هستند. این ضربه‌ها انرژی عظیمی را ۱٫۸ میلیون برابر بمب اتمی هیروشیما آزاد کرد. فشارهای عظیم در دمای بیش از ۳۰۰۰۰ درجه سانتیگراد به دست آمد. در نتیجه، مقادیر زیادی (در مجموع حدود ۱۵۰ کیلومتر مربع) شن و ماسه و خاک ذوب شد و به فضا پرتاب شد. پس از ورود مجدد به جو، این تکه‌های ماده زمینی جامد شدند، با مواد فرازمینی مخلوط شدند و در منطقه‌ای به اصطلاح «ناحیه پراکنده» که تقریباً منطقه جمهوری چک را پوشش می‌دهد به زمین افتادند. بخش بسیار کوچکی از آن به مولداویت تبدیل شد.

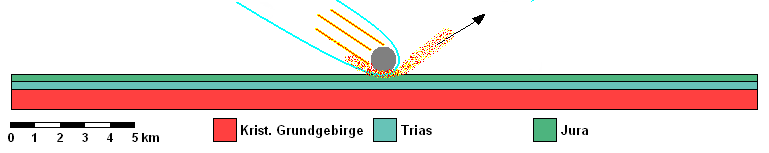
تشکیل مولداویت‌ها (پیکان سیاه) در اثر برخورد ریس

## یافتگاه‌ها
مهمترین ذخایر مولداویت در جنوب جمهوری چک در نزدیکی چسکه بودیوویتسه و غرب برنو قرار دارد. مناطق پراکنده کوچکتر در والدفیرتل (شمال اتریش) و ووژیتسا (آلمان شرقی) قرار دارند.
گرانبهاترین مولداویت‌ها در قسمت بالایی ولتاوا در جنوب جمهوری چک یافت می‌شوند. اینها دارای رنگ سبز با اجزاء کوچک هستند. این نوع زمرد چک نیز نامیده می‌شود و در جواهرات تاج جمهوری چک استفاده می‌شود. سنگ‌هایی که در موراویا یافت می‌شوند قهوه‌ای رنگ و کم ارزش هستند.
از آنجایی که ذخایر مولداویت به سرعت تمام می‌شود، این سنگ روز به روز با ارزش‌تر می‌شود.